# 帕米尔橐吾
帕米尔橐吾（学名：Ligularia alpigena）是菊科橐吾属的植物。分布在俄罗斯以及中国大陆的新疆等地，生长于海拔1,900米至4,500米的地区，多生在山坡以及流水线，目前尚未由人工引种栽培。